# Hilltop (Wirginia Zachodnia)
Hilltop – jednostka osadnicza w Stanach Zjednoczonych, w stanie Wirginia Zachodnia, w hrabstwie Fayette.